# Anthicus recens
Anthicus recens es una especie de coleóptero de la familia Anthicidae.

## Distribución geográfica
Habita en Hawái.